# Hasarius insularis
Hasarius insularis är en spindelart som beskrevs av Wesolowska, van Harten 2002. Hasarius insularis ingår i släktet Hasarius och familjen hoppspindlar. Inga underarter finns listade i Catalogue of Life.